# William Cureton
William Cureton, född 1808, död 17 juni 1864, var en brittisk orientalist och teolog.
Cureton blev 1832 präst och underbibliotekarie i Oxford. År 1837 kallades han till British Museum för katalogisering av orientaliska handskrifter. Han blev 1847 hovpredikant och 1850 kanik i Westminster. Efter manuskript från Nitriaklostret vid Kairo utgav Cureton bland annat Remains of a very ancient recension of the four gospels in Syriac hitherto unknown in Europe (1858), den syriska evangelieöversättningen, som är känd under namnet Curetoniana.